# Verkkosaari (ö i Kuhmois, Hahmajärvi)
Verkkosaari är en ö i Finland. Den ligger i sjön Hahmajärvi och i kommunen Kuhmois i den ekonomiska regionen  Jämsä  och landskapet Mellersta Finland, i den södra delen av landet, 160 km norr om huvudstaden Helsingfors. Öns area är 0,2 hektar och dess största längd är 90 meter i sydöst-nordvästlig riktning.